# Patrizio Di Renzo
Patrizio Di Renzo (* 6. Mai 1971 in Zug) ist ein Schweizer Fotograf und Regisseur.

## Leben
Im Alter von 16 beginnt Di Renzo eine Ausbildung zum Industriefotografen, welche er drei Jahre später erfolgreich abschliesst. Nach seiner Ausbildung reist er nach Paris, wo er zwei Jahre als Assistent von Bruno Bisang arbeitet. Es folgen einige Jahre Aufenthalt in Mailand als freischaffender Fotograf. Anfang der 1990er verlässt Di Renzo Italien und sammelt erste Erfahrungen im Bereich der Modefotografie. Er arbeitet u. a. zwei Jahre in Istanbul für Modemagazine wie Harper’s Bazaar und Elle. 2001 kehrt Di Renzo für kurze Zeit in die Schweiz zurück und arbeitet als Werbe- und Modefotograf. Wenige Jahre später wurde die Modeschöpferin Tsumori Chisato auf Di Renzo aufmerksam, welcher in der Folge eine weltweite Kampagne sowie das store concept der Designerin realisierte.
Di Renzo – welcher in der Zwischenzeit nach New York/Los Angeles gezogen war – beginnt ebenfalls zu jener Zeit mit den Arbeiten für seinen ersten Bildband Portraits of Illusions.
Der Bildband erzählt fotografische Kurzgeschichten die u. a. in Irland, New York und auf den Seychellen aufgenommen wurden. Die Bilder bewegen sich bewusst von der Realität weg; Di Renzos Motto: Move away from Realism. Das Buch erscheint 2006 beim Assouline Verlag mit Vorwort vom Fotokritiker Gabriel Bauret. Während dieser Zeit arbeitet er u. a. auch mit Devon Aoki, Chloë Sevigny, Natalia Vodianova, Dean&Dan (Dsquared²).
2005 kehrt Di Renzo in die Schweiz zurück und eröffnet in Baar sein Studio.
2010 debütiert Di Renzo als Musikvideoproduzent für den italienischen Sänger Enzo Fertitta und führt Regie über seine erste Video-Installation für Issey Miyake. Ebenfalls 2010 fotografierte Di Renzo Mads Mikkelsen für das TUSH Magazine und arbeitete u. a. mit Rie Rasmussen und Iekeliene Stange.
Im Oktober 2010 erschien Di Renzos zweiter Bildband Merlin’s Dream, in welchem er Merlins Träume anhand von Blumen inszeniert. Das Buch erschien beim Schweizer Verlag Zauberkind mit Vorwort von Tsumori Chisato.
Charakteristisch für Di Renzos Arbeiten ist die Distanz zur realen Welt. Man kann ihn durchaus als Regisseur verstehen, der Magisches mit Sinnlichem, Romantisches mit Laszivem, Naives mit Erotischem verbindet und dadurch eine einzigartige Traumwelt erschafft.